# Вулиця Петра Курінного
Ву́лиця Петра́ Курінно́го — вулиця у Святошинському районі міста Києва, житловий масив Микільська Борщагівка. Пролягає від вулиці Героїв Космосу до вулиці Гната Юри.

## Історія
Вулиця виникла в 60-ті роки XX століття під назвою Проїзд 23. 
З 1967 року мала назву вулиця Комісара Рикова, на честь Євгена Рикова, члена ВКП(б), політрука ескадрону й інструктора по роботі серед членів комсомолу 1-ї Червоного козацтва кавалерійської дивізії, учасника радянсько-фінської війни 1939–1940 років, члена Військової ради Південно-Західного фронту при оборони Києва у 1941 році.
Сучасна назва на честь українського історика, археолога, етнографа, музеєзнавця, організатора пам'яткоохоронної справи Петра Курінного — з 2016 року.

Анотаційна дошка з колишньою назвою вулиці

## Культові споруди
На початку вулиці розташований дерев'яний храм Спаса Нерукотворного парафії Трьох Святителів. Храм належить Українській православній церкві Московського патріархату, благочинію західного округу Київської митрополії. З 7 квітня 1996 року служби парафії проходили в пристосованому приміщенні колишнього торгового центру, з 2006 року будується дерев'яний храм за типовим проектом. 3 липня 2010 року в ньому почали проводитися служби.
До 2010 року храм був єдиною церквою УПЦ (МП) на Микільській Борщагівці (у 2010 році зведено церкву святителя Спиридона Триміфунтського)

## Установи та заклади
- Поліклініка № 2 для дорослих Святошинського району (буд. № 2).